# Risque bancaire
Un risque bancaire est un risque auquel s'expose un établissement bancaire lors d'une activité bancaire.
L'activité bancaire, par son rôle d'intermédiation financière et ses services connexes, expose les établissements bancaires à de nombreux risques.

## Risques bancaires

### Risque de liquidité
La banque ne présente plus le volume d'actifs suffisants pour faire face à une demande de remboursement des ressources.

### Risque de contrepartie  ou Risque de crédit
Il s'alimente par une défaillance des contreparties (emprunteurs) ; d'où l'importance pour les banques de sélectionner leurs clients emprunteurs et d'avoir recours à des méthodes de scoring interne, demandées par les accords de Bâle II.

### Risque de marché
Il s'alimente par une évolution défavorable du prix des actifs détenus par l'établissement bancaire.

### Autres risques bancaires
Risque de taux d'intérêt global
S'alimente d'une évolution défavorable de la marge de la banque à la suite d'une évolution des taux d'intérêt du marché.
Risque économique
S'alimente d'une évolution défavorable de la situation de la banque compte tenu de l'environnement économique dans lequel elle évolue.
Risque de pays
S'alimente de l'évolution défavorable du contexte politique d'un ou plusieurs pays.

## Risques opérationnels

### Risques opérationnels génériques
Ils s'alimentent d'une inadaptation ou d'une défaillance à la suite de procédures, de personnes, de systèmes internes. La banque doit porter son attention aux choix des sous-traitants qu'elle sélectionne.

### Risque juridique
S'alimente de tout litige avec une contrepartie résultat d'une erreur imputable à l'entreprise au titre de ses opérations.

## Risques de gouvernance

### Risque de management
S'alimente des altérations au pilotage de l'établissement, ayant pour cause ou conséquence des chocs externes ou internes.

### Risque de non-conformité
S'alimente des dysfonctionnements dans les opérations ou les procédures qui occasionnent des désagréments aux clients, ou un non-respect des règles de fonctionnement de tout établissement bancaire.

### Risques extérieurs
Liés à la puissance publique, à la concurrence.